# Sabina Majerczyk
Sabina Majerczyk (ur. 4 kwietnia 1993 w Zakopanem) – polska narciarka alpejska.

## Kariera
W międzynarodowych zawodach zadebiutowała 9 grudnia 2009 roku w zawodach CIT we włoskim Bormio, w których zajęła 25. miejsce w slalomie gigancie. Czterokrotnie uczestniczyła w mistrzostwach świata juniorów: 2011 w szwajcarskim Crans-Montana (30. miejsce w slalomie gigancie, nie ukończyła slalomu i supergiganta), 2012 we włoskim Roccaraso (nie ukończyła slalomu i slalomu giganta, 40. miejsce w supergigancie), 2013 w kanadyjskim Québec (nie ukończyła slalomu i slalomu giganta) oraz 2014 w słowackiej Jasnej (28. miejsce w slalomie gigancie, zdyskwalifikowana w slalomie, nie ukończyła superkombinacji)
1 marca 2011 roku zadebiutowała w Pucharze Europy w Zakopanem, w którym nie ukończył slalomu.
19 stycznia 2012 roku w słowackiej Vrátnej wygrała pierwsze w swojej karierze zawody FIS Race w slalomie gigancie.
W 2013 roku uczestniczyła na zimowej uniwersjadzie we włoskim Pozza di Fassa (19. miejsce w slalomie, 33. miejsce w slalomie gigancie).
5 stycznia 2014 roku zadebiutowała w Pucharze Świata we włoskim Bormio, w którym nie ukończył slalomu.
Na zimowej uniwersjadzie 2015 w hiszpańskim Sierra Nevada zdobyła srebrny medal w slalomie gigancie, natomiast slalomu nie ukończyła.
W następnych latach Majerczyk zmagała się z licznymi kontuzjami, w wyniku czego 11 października 2021 roku ogłosiła zakończenie kariery sportowej (ostatni raz startowała 17 stycznia 2020 roku w Pucharze Europy w austriackim Zell am See, w którym nie ukończyła slalomu).

## Osiągnięcia

### Uniwersjada
| Miejsce | Dzień      | Rok  | Miejscowość    | Konkurencja   | Czas biegu | Strata | Zwycięzca               |
| ------- | ---------- | ---- | -------------- | ------------- | ---------- | ------ | ----------------------- |
| 19.     | 18 grudnia | 2013 | Pozza di Fassa | Slalom gigant | 1:53,46    | +2,47  | Maryna Gąsienica-Daniel |
| 33.     | 20 grudnia | 2013 | Pozza di Fassa | Slalom        | 1:49,46    | +11,04 | Nevena Ignjatović       |
| 2.      | 11 lutego  | 2015 | Sierra Nevada  | Slalom gigant | 2:12,09    | +2,53  | Kristine Fausa Aasberg  |
| NU      | 13 lutego  | 2015 | Sierra Nevada  | Slalom        | —          | —      | Thea Grosvold           |

### Mistrzostwa świata juniorów
| Miejsce | Dzień     | Rok  | Miejscowość   | Konkurencja     | Czas biegu | Strata | Zwycięzca            |
| ------- | --------- | ---- | ------------- | --------------- | ---------- | ------ | -------------------- |
| 30.     | 2 lutego  | 2011 | Crans-Montana | Slalom gigant   | 2:37,49    | +9,22  | Sara Hector          |
| NU      | 3 lutego  | 2011 | Crans-Montana | Slalom          | —          | —      | Jessica Depauli      |
| NU      | 5 lutego  | 2011 | Crans-Montana | Supergigant     | —          | —      | Elena Curtoni        |
| NU      | 1 marca   | 2012 | Roccaraso     | Slalom          | —          | —      | Ragnhild Mowinckel   |
| NU      | 3 marca   | 2012 | Roccaraso     | Slalom gigant   | —          | —      | Stephanie Brunner    |
| 40.     | 6 marca   | 2012 | Roccaraso     | Supergigant     | 1:11,92    | +4,93  | Annie Winquist       |
| NU      | 21 lutego | 2013 | Québec        | Slalom          | —          | —      | Magdalena Fjällström |
| NU      | 22 lutego | 2013 | Québec        | Slalom gigant   | —          | —      | Lisa-Maria Zeller    |
| 28.     | 27 lutego | 2014 | Jasná         | Slalom gigant   | 1:57,42    | +4,56  | Marta Bassino        |
| DSQ     | 28 lutego | 2014 | Jasná         | Slalom          | —          | —      | Petra Vlhová         |
| NU      | 3 marca   | 2014 | Jasná         | Superkombinacja | —          | —      | Elisabeth Kappauer   |
| 59.     | 3 marca   | 2014 | Jasná         | Supergigant     | 1:19,00    | +4,29  | Corinne Suter        |

### Puchar Świata

#### Miejsca w klasyfikacji generalnej
| 2013/2014 | niesklasyfikowana |
| 2014/2015 | niesklasyfikowana |
| 2015/2016 | niesklasyfikowana |
| 2018/2019 | niesklasyfikowana |

### Puchar Europy

#### Miejsca w klasyfikacji generalnej
| 2010/2011 | niesklasyfikowana |
| 2011/2012 | niesklasyfikowana |
| 2012/2013 | niesklasyfikowana |
| 2013/2014 | niesklasyfikowana |
| 2014/2015 | 142.              |
| 2015/2016 | 175.              |
| 2018/2019 | niesklasyfikowana |
| 2019/2020 | niesklasyfikowana |

### Zwycięstwa w zawodach
1. Vrátna – 19 stycznia 2012 (slalom gigant)
2. Zakopane – 17 marca 2014 (slalom)
3. Zakopane – 18 marca 2014 (slalom)
4. Coronet Peak – 18 sierpnia 2014 (slalom gigant)
5. Sulden – 13 listopada 2018 (slalom gigant)

#### Miejsca na podium w zawodach
1. Coronet Peak – 13 sierpnia 2013 (slalom gigant) – 2. miejsce
2. Zagrzeb – 11 marca 2015 (slalom gigant) – 2. miejsce
3. Coronet Peak – 13 sierpnia 2015 (slalom) – 2. miejsce
4. Coronet Peak – 23 sierpnia 2018 (slalom gigant) – 3. miejsce

### Mistrzostwa Polski
W tabeli przedstawiono wyłącznie pozycje medalowe. 
| Miejsce | Dzień       | Rok  | Miejscowość       | Konkurencja       | Czas biegu | Strata | Zwycięzca                    |
| ------- | ----------- | ---- | ----------------- | ----------------- | ---------- | ------ | ---------------------------- |
| 3.      | 16 marca    | 2012 | Krynica-Zdrój     | Superkombinacja   | 1:35,03    | +1,65  | Aleksandra Kluś-Zamiedzowy   |
| 3.      | 22 marca    | 2013 | Szczyrk           | Superkombinacja   | 2:14,04    | +2,75  | Agnieszka Gąsienica-Daniel   |
| 2.      | 20 marca    | 2014 | Jasná             | Slalom gigant     | 2:16,81    | +0,80  | Agnieszka Gąsienica-Gładczan |
| 3.      | 27 lutego   | 2015 | Krynica-Zdrój     | Supergigant       | 1:23,07    | +2,49  | Karolina Chrapek             |
| 3.      | 27 lutego   | 2015 | Szczyrk           | Kombinacja        | 2:11,42    | +2,58  | Karolina Chrapek             |
| 1.      | 3 kwietnia  | 2016 | Szpindlerowy Młyn | Slalom            | 1:40,84    | —      | —                            |
| 1.      | 2 kwietnia  | 2016 | Szpindlerowy Młyn | Slalom gigant     | 1:49,24    | —      | —                            |
| 1.      | 23 stycznia | 2019 | Szczawnica        | Slalom            | 1:54,31    | —      | —                            |
| 3.      | 22 stycznia | 2019 | Szczawnica        | Slalom gigant     | 1:41,74    | +1,36  | Magdalena Łuczak             |
| 3.      | 24 stycznia | 2019 | Szczawnica        | Slalom równoległy |            |        | Katarzyna Wąsek              |

### Mistrzostwa Polski juniorów
W tabeli przedstawiono wyłącznie pozycje medalowe. 
| Miejsce | Dzień     | Rok  | Miejscowość   | Konkurencja     | Czas biegu | Strata | Zwycięzca |
| ------- | --------- | ---- | ------------- | --------------- | ---------- | ------ | --------- |
| 1.      | 22 lutego | 2011 | Krynica-Zdrój | Slalom gigant   | 1:36,54    | —      | —         |
| 1.      | 23 lutego | 2011 | Krynica-Zdrój | Superkombinacja | 1:57,88    | —      | —         |
| 1.      | 24 lutego | 2011 | Krynica-Zdrój | Slalom          | 1:48,10    | —      | —         |